# NGC 4993

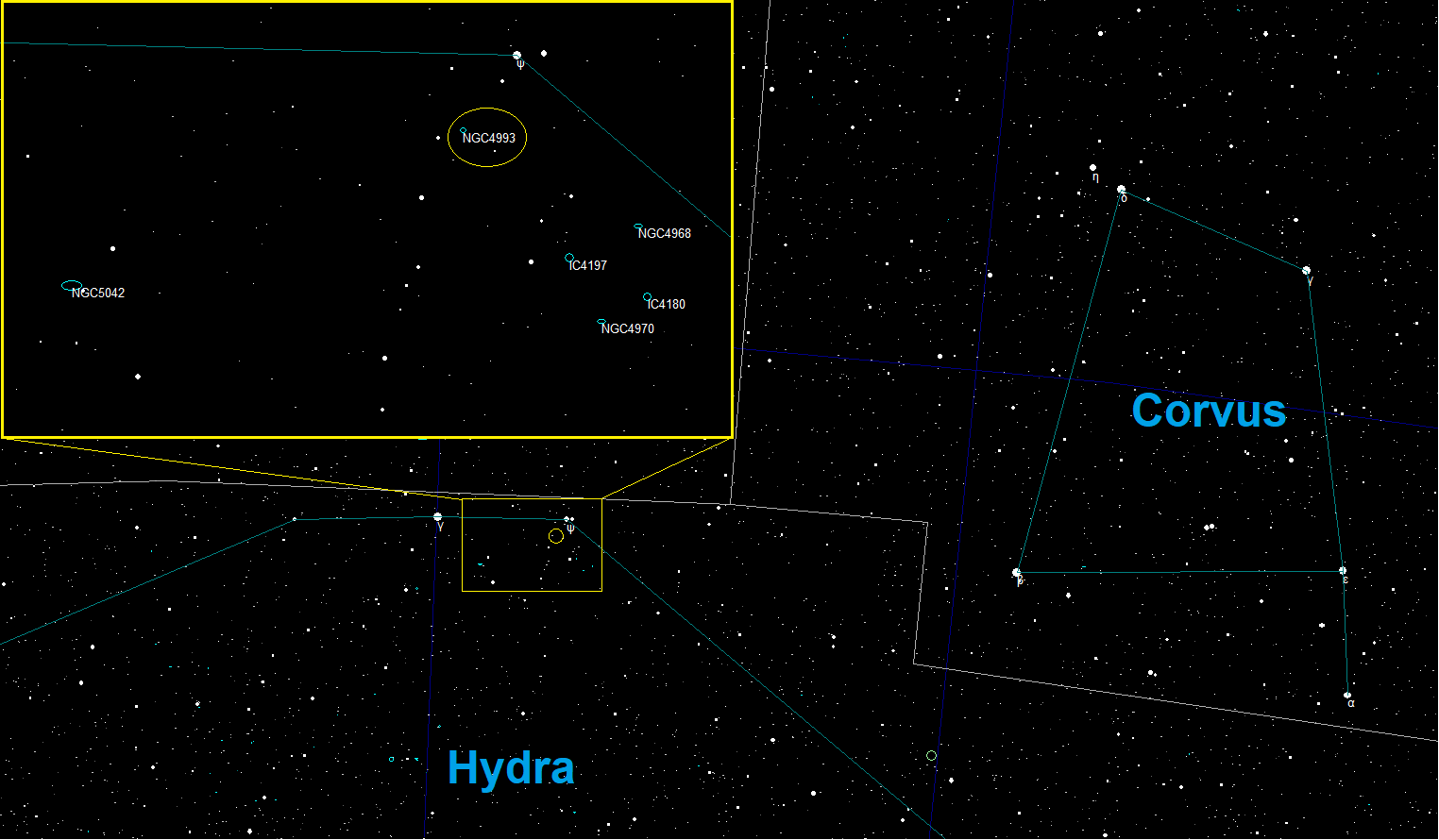
바다뱀자리 프시 근처의 성도. NGC 4993과 함께 NGC 4968, NGC 4970, NGC 5042, IC 4180, IC 4197이 보인다.

NGC 4993 또는 NGC 4994는 지구로부터 바다뱀자리 방향으로 약 1억 4,000만 광년 떨어져 있는 렌즈형 은하이다. 윌리엄 허셜이 1789년 3월 26일 발견했으며, NGC 4993 은하단의 구성원이다.
NGC 4993은 전자기/중력 복사가 모두 감지된 최초의 천문학적 사건 GW 170817이 일어난 장소이다. 이 사건은 두 중성자별이 충돌하여 발생한 것으로 사이언스 지는 이 발견에 2017년 Breakthrough of the Year 상을 수여했다. GW 170817에서 중력파 사건과 함께 감마선 폭발이 관측되어 중성자별 쌍성이 충돌하여 짧은 감마선 폭발을 일으킨다는 가설이 직접적으로 검증되었다.

## 물리적 특징
NGC 4993은 항성들이 동심원 모양의 껍질 구조들을 형성하고 있고, 먼지로 된 거대한 띠가 은하핵을 둘러싸고 있는데 이 띠는 's'자 모양으로 뻗어 있으며 그 크기는 대략 수 킬로파섹 정도이다. 이 먼지 띠는 지름이 330 ly (0.1 kpc) 정도인 작은 먼지 원반 하나와 연결되어 있는 것으로 보인다. NGC 4993의 이 특징들은 가스가 풍부했던 후기형 은하와의 병합(약 4억 년 전 발생) 때문에 생겨난 것으로 보인다. 그러나 Palmese 연구진은 NGC 4993에 병합된 은하에 가스가 결핍되어 있었다고 추정했다.

### 암흑 물질
NGC 4993에는 암흑 물질 헤일로가 있으며 예상 질량은 1.939×1012 M☉이다.

### 구상 성단
NGC 4993에는 구상 성단이 약 250개 정도 있는 것으로 추정된다.
NGC 4993의 광도를 통해 이 은하를 둘러싼 구상 성단 계는 중원소가 부족한 구상 성단들이 대다수를 차지함을 알 수 있다.

## 초대질량 블랙홀
NGC 4993에는 초대질량 블랙홀이 하나 있으며 이 블랙홀의 예상 질량은 태양 질량의 약 8000만 ~ 1억 배로 보인다.(8×107 M☉)

## 은하핵 활동
중심핵에서 검출되는 미약한 O III, NII, SII 방출선들의 존재와, 상대적으로 높은 비율의 [NII]λ6583/Hα로 볼 때 NGC 4993은 낮은 광도의 AGN(LLAGN)으로 추정된다. 이 활동은 후기형 은하가 NGC 4993에 병합되면서 발동된 것 같다.

## 중성자별 병합 관측
2017년 8월 GW170817A로 명명된 짧은 감마선 폭발의 원인은 중성자별 두 개가 서로 충돌하여 발생한 것이라는 추측이 떠돌았다. 2017년 10월 16일 LIGO와 Virgo 공동 연구진은 GW170817로 명명된 중력파 사건을 포착했다고 발표했다. 이 중력파 신호는 감마선 폭발이 생기기 2초 전에 중성자별 2개가 합쳐졌을 것이라는 예측과 부합했다. 약 100초 동안 지속된 이 중력파 신호는 중성자별이 병합되어 생겨난 중력파로서는 최초의 발견 사례였다.
앞의 중력파와 감마선 신호 사건으로부터 11시간 후 순간적 천문 사건 AT 2017gfo (또는 SSS 17a)가 포착되어 병합 사건의 위치를 특정할 수 있었다. 이 광학상 방출은 킬로 노바가 원인이었던 것 같다. AT 2017gfo의 발견은 중력파원에 대한 전자 기적 대응물을 최초로 관측한 것이자 그 발생 장소를 최초로 알아낸 사건이었다는 점에 의의가 있다.
GRB 170817A는 NASA 페르미와 ESA의 INTEGRAL이 2017년 8월 17일에 포착한 감마선 폭발(GRB)이다. 하늘의 넓은 영역에 대비하면 매우 좁은 곳에서 온 신호일 뿐이지만 중력파 사건 후 약 1.7 초 만에 포착되었음을 고려하면 다른 관측 사례 두 개와 관련이 있는 것으로 받아들여진다.

## 같이 보기
- 감마선 폭발 목록
- 중력파 관측